# Tomaž Humar
Tomaž Humar, slovenski alpinist in gorski reševalec, * 18. februar 1969, Ljubljana, † 10. november
2009, Langtang Lirung, Nepal.
Od leta 1987 je bil član Alpinističnega odseka Kamnik. Leta 1990 je dosegel status alpinista, 1993 alpinističnega inštruktorja in gorskega reševalca. Opravil je okoli 1200 vzponov, od tega 60 prvenstvenih doma in po svetu. Sicer je bil po poklicu carinik. Živel je v Kamniku.

## Pomembnejše odprave
- 13. november 1994: Ganeš V., (6989 m) - na vrhu: Stane Belak-Šrauf, Tomaž Humar
- 6. maj 1995: Anapurna 1 (8091 m) - na vrhu: Tomaž Humar sam iz zadnjega tabora, Davo in Drejc Karničar ter Carlos Carsolio
- 4. maj 1996: Ama Dablam (6828 m) - na vrhu: Vanja Furlan, Tomaž Humar; za vzpon sta prejela nagrado  Zlati cepin
- 2. november 1996: Bobaje (6808 m) - solo vzpon
- 1. oktober 1997: Lobuče (6119 m) - solo vzpon
- 9. oktober 1997: Pumori (7165 m) - na vrhu: Tomaž Humar, Janez Jeglič, Marjan Kovač, normalni dostop
- 31. oktober 1997: Nuptse (7742 m) - na vrhu: Tomaž Humar, Janez Jeglič
- 26. oktober 1998: El Capitan (2307 m) - solo vzpon, smer Reticent Wall
- 2. november 1999: Daulagiri (8167 m) - solo vzpon, južna stena
- 8. november, 2002: Šiša Pangma, (8046 m) - na vrhu: Tomaž Humar, Maksut Žumajev, Denis Urubko, Aleksej Raspopov, Vasilij Pivcov
- junij 2003: Nanga Parbat (8125 m) - neuspešen poskus
- 22. december 2003: Aconcagua (6960 m) - na vrhu: Tomaž Humar, Aleš Koželj
- oktober 2004: Jannu (7464 m) - poskus (solo), vzhodna stena
- 23. april 2005: Cholatse (6440 m) - na vrhu: Tomaž Humar, Aleš Koželj, Janko Oprešnik
- avgust 2005: Nanga Parbat (8125 m) - neuspešen poskus (solo)
- oktober 2006: Baruntse (7129 m) - solo, Z stran JV grebena
- oktober 2007: Anapurna, srednji vrh (8091 m) - solo vzpon, smer v desnem delu J stene in V greben
- november 2009: Langtang Lirung (7227 m) - smrtno ponesrečen ob sestopu

### Nanga Parbat
Med solo vzponom na Nanga Parbat leta 2005 je ostal zaradi plazov ujet sredi stene na približno 6000 metrih. Po šestih dneh »bivakiranja« v snežni luknji so ga 10. avgusta (zgodaj zjutraj po slovenskem času) rešili s pakistanskimi vojaškimi helikopterji Lama SA-315B. Pilota sta kasneje iz rok takratnega predsednika Drnovška prejela zlati red za zasluge. Reševalna misija se šteje za najbolj tvegano v zgodovini himalajizma.

### Langtang Lirung
V začetku novembra 2009 je poskušal s solo vzponom na goro Langtang Lirung v nepalski Himalaji. Z gore se je zadnjič javil 8. novembra s sporočilom, da si je poškodoval nogo, rebra in hrbtenico ter obtičal na višini 6000 m. Po tistem se ni več odzival na klice. Reševalna odprava ga je našla mrtvega šest dni kasneje na višini 5600 m, domnevajo, da je umrl v noči na 10. november. Njegove zadnje besede so bile: »Jagat, ta je moj zadnji«, namenjene so bile njegovi šerpi, ki je bil poleg Tomaža edini član odprave. Njegovo truplo je ostalo v Himalaji.